# Lil' Kim

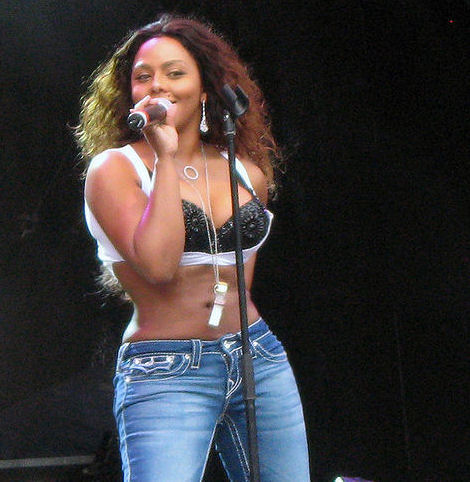
Lil' Kim, 2008.

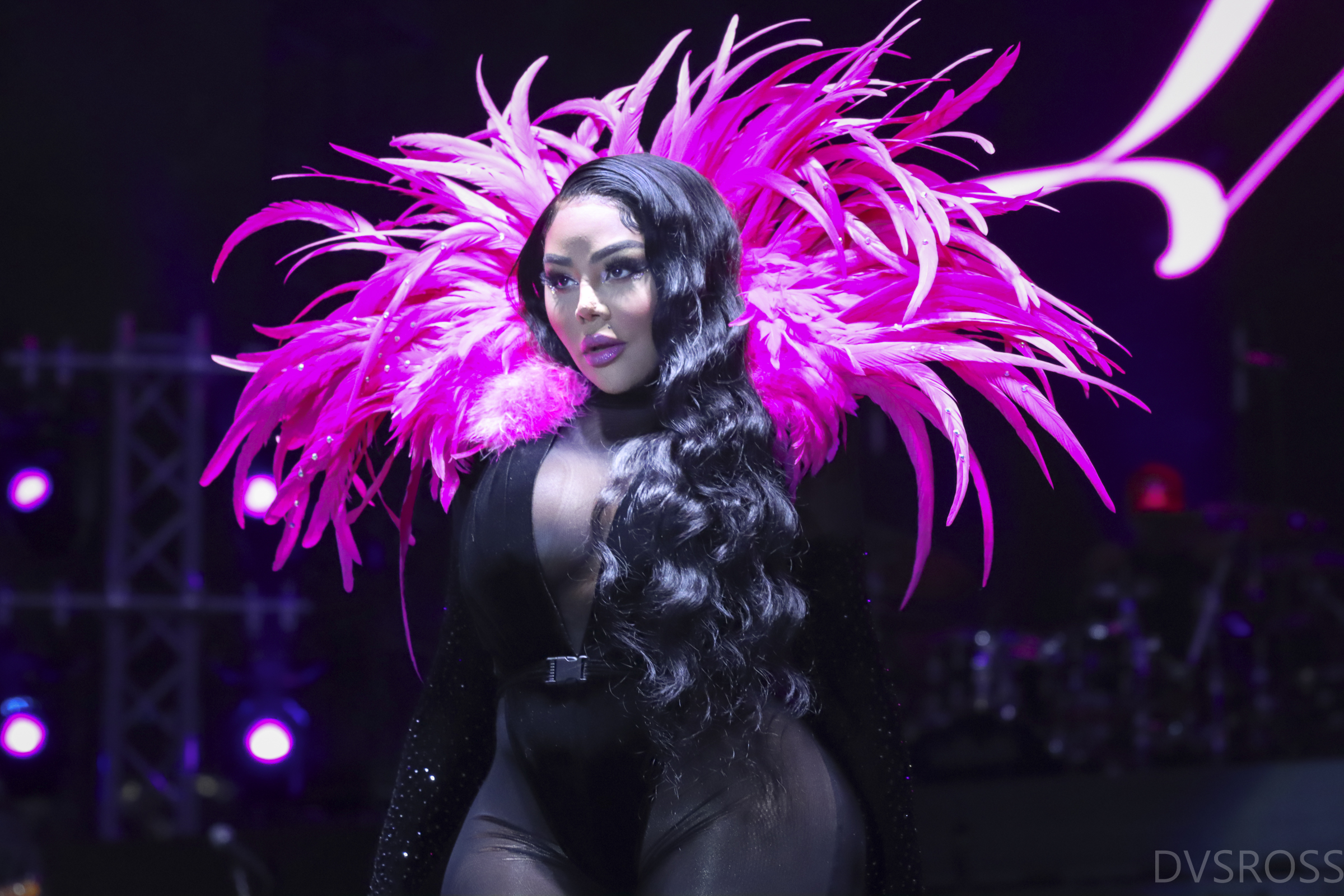
Lil' Kim på Los Angeles Pride, 2022.

Kimberly Denise Jones, mer känd under artistnamnet Lil' Kim, född 11 juli 1974 i Brooklyn, New York, är en amerikansk rappare och skådespelare.
Lil' Kim blev först känd i mitten av 1990-talet när hon var med i hiphop-gruppen Junior M.A.F.I.A. Hon började sedan sin solokarriär och toppade försäljningslistorna i USA flera gånger. Hon har haft en kärleksrelation med rapparen The Notorious B.I.G. som blev föremål för mycket skvaller under 1990-talet.
När Lil' Kim släppte hennes första soloalbum, Hard Core (1996), var hon en av mycket få kvinnliga rappare. Med coverlåten "Lady Marmalade" (som hon gjorde tillsammans med Christina Aguilera, Pink och Mýa år 2001) blev hon den första kvinnliga rapparen som toppade Billboard Hot 100-listan.

## Diskografi
Studioalbum
- 1996 – Hard Core
- 2000 – The Notorious K.I.M.
- 2003 – La Bella Mafia
- 2005 – The Naked Truth
- 2019 – 9

Samarbeten
- 1995 – Conspiracy (med Junior M.A.F.I.A.)

## Filmografi i urval
- 1999 – She's All That
- 2002 – Juwanna Mann
- 2003 – Gang of Roses
- 2008 – Superhero Movie